# Gunter Demnig
Gunter Demnig (født 27. oktober 1947 i Berlin) er en tysk kunstner. Han er bedst kendt for sine snublesten, mindesmærker til ofrene for nazistiske forfølgelser, herunder jøder, homoseksuelle, romaer og handicappede. Projektet placerer en indgraveret messingplade i en betonsten foran en tidligere bopæl for et Holocaust-offer der blev deporteret og dræbt af nazistiske Tyskland, projektet begyndte i Tyskland og har siden spredt sig med mere end 74.000 sten placeret over 24 lande.
Gunter Demnig voksede op i Nauen og Berlin og erhvervede sin abitur i 1967. Senere samme år begyndte han at studere kreativ undervisning på Berlins Kunstakademi med professor Herbert Kaufmann. Fra 1969 til 1970 studerede han industriel design der. I 1971 flyttede han til Kunsthochschule Kassel, genoptog sit studium i kreativ uddannelse og bestod den første statslige eksamen i 1974.
Samme år begyndte han at studere kunst hos Harry Kramer ved universitetet i Kassel. Derefter tilbragte han to år ,fra 1977 til 1979, beskæftiget med planlægning, bygning og forvaltning af historiske monumenter. Fra 1980 til 1985 var Demnig kunstnerisk-videnskabelig medarbejder på kunstfakultetet ved Kassel Universitet.
I 1985 åbnede han sit eget atelier i Köln og arbejdede på mange lokale projekter. Siden 1994 har han også været involveret i IGNIS-Kulturzentrum.
Demnigs mest kendte arbejde er hvad han kalder Stolpersteine. Stolperstein (i ental) er det tyske ord for "snublesten". Demnigs Stolpersteine er små, brostensbelagte messingmindesmærker for ofrene for nationalsocialismen. Nedsat i fortovet foran bygningerne hvor nazistiske ofre engang boede eller arbejdede, kalder de på opmærksomhed både for det enkelte offer og med hensyn til omfanget af nazistiske krigsforbrydelser. Omkring 74.000 snublestene er blevet lagt i 24 lande (juni 2019), hvilket gør projektet til verdens største mindesmærke.

## Reference
1. 1 2  Krasnik, Benjamin (13. juni 2019). "Nu kommer snublesten til Danmark - Kristeligt Dagblad". kristeligt-dagblad.dk. Kristeligt Dagblad. Hentet 14. juni 2019.
2. ↑  Swann Nowak. "Stolpersteine vs Memorial". FH Potsdam. Arkiveret fra originalen 21. oktober 2015. Hentet 26. februar 2016.